# AgustaWestland AW101
AgustaWestland AW101 vzdevek Merlin je srednjetežki večnamenski helikopter, ki se uporablja za civilne in vojaške namene. Razvili sta ga skupaj britanski Westland Helicopters in italijanska Agusta, pozneje leta 2000 so se podjetji združili v AgustaWestland. Do leta 2007 je imel helikopter oznako EH101. Proizvajajo ga v kraju Yeovil (Anglija) in Vergiate (Italija), licenčno tudi v ZDA in Japonski. Helikopter je nadomestil starejše helikopterje kot so Sikorsky S-61, AW101 se uporablja za transport tovora in ljudi, za protipodmorniško vojevanje (ASW), ter iskanje in reševanje.
Kraljeve Kanadske sile uporabljajo verzijo AW101, ki se imenuje CH-149 Cormorant. Razvili so tudi VH-71 Kestrel kot predsedniški helikopter Ameriškega predsednika, vendar so ga pozneje preklicali. AW101 se je uporabljal v Iraku in Afganistanu.
Leta 1977 je Britansko obrambno ministrstvo hotelo protipodmorniški helikopter, ki bi zamenjal Westland Sea King, ki so postajali prestari za novejše sovjetske podmornice.
Westland Helicopters je predložil predlog znan kot WG.34 za trimotornoi helikopter podobnih dimenzij kot Sea King in večjim doletom in avtonomija.  Istočasno je tudi Italijanska mornarica (Marina Militare) hotel nov helikopter, kar je vodilo do sodelovanja z Britanci. 
Agusta in Westland sta ustanovilo podjetje EH Industries Limited (EHI). Model so predstavili na Pariškem mitingu leta 1985. Prvič je poletel 9. oktobra 1987. 
AW101 poganjajo turbogredni motorji Rolls-Royce/Turbomeca RTM322 za Britanijo, Japonsko, Dansko in Portugalsko. Motor General Electric CT7 pa uporabljajo Italija, Kanada in Japonska (obe verziji).  RTM322 je bil posebej razvit za AW101, uporabljajo ga v različnih verzijah tudi  WAH-64 Apache in NHIndustries NH90. RTM322 ima 80% trga AW101-

## Tehnične specifikacije(Merlin HM1)
- Posadka: 3–4
- Kapaciteta: 26 vojakov (38 potnikov) ali 5 ton tovora
- Dolžina trupa: 19,53 m (64 ft 1 in)
- Premer rotorja: 18,59 m (61 ft 0 in)
- Višina: 6,62 m (21 ft 8¾ in)
- Površina rotorja: 271,51 m² (2 992,5 ft²)
- Prazna teža: 10 500 kg (23 149 lb)
- Maks. vzletna teža: 14 600 kg (32 188 lb)
- Motorji: 3 × Rolls-Royce Turbomeca RTM322-01 turbogredni, 1 566 kW (2 100 KM) vsak

- Neprekoračljiva hitrost: 309 km/h (167 vozlov, 192 mph)
- Potovalna hitrost: 278 km/h (150 vozlov, 167mph)
- Dolet: 833 km (450 nmi, 517 mi)
- Avtonomija: 5 ur
- Višina leta (servisna): 4 575 m (15 000 ft)

- Orožje:

Bombe: 4× Sting Ray torpedi ali globinske bombe
- Avionika:
- Smiths Industries OMI 20 SEP
- BAE Systems LINS 300 lasersi žiroskop, Litton Italia LISA-4000 strapdown AHRS
- Radar: Selex Galileo Blue Kestrel 5000
- ECM Racal Orange Reaper ESM
- Sonar Thomson Marconi Sonar AQS-903 acoustic processor; Active/passive sonobuoys;Thomson Sintra FLASH dipping sonar array